# 30th Anniversary Celebration
30th Anniversary Celebration var namnet på två jubileumskonserter som ägde rum den 7 och 10 september 2001 i Madison Square Garden i New York. Det huvudsakliga syftet med konserterna var att hylla Michael Jacksons 30-åriga solokarriär, men de gav även Jackson ett tillfälle att marknadsföra sin nya skiva "Invincible". Biljetterna sålde slut på mindre än 5 timmar och drog en publik på ungefär 20 000 personer.
Världsartister hyllade popikonen Michael Jackson genom att framföra några av hans största hits genom åren. Bland dessa märktes Usher, Whitney Houston, Luther Vandross, Billy Gillman, Marc Anthony, *NSYNC och Liza Minnelli. Presentatörer för galan var Samuel L. Jackson, Chris Tucker och Elizabeth Taylor.
Michael Jackson själv stod också på scenen, först med sina bröder ifrån The Jacksons med deras första gemensamma spelning på 17 år. Efter denna historiska spelning med The Jacksons tog Jackson återigen publiken med storm när han framförde några gamla solospår. De mest noterbara numren var "The Way You Make Me Feel" där han, den första kvällen, sjöng en duett med Britney Spears, samt "You Rock My World" (ifrån den då nya plattan "Invincible") som är den enda låt som har framförts live ifrån det albumet. Slash gjorde ett litet gästinhopp till Beat it och gjorde en egen version av Van Halens gitarrsolo i mitten av låten.

## Låtförteckning
- Wanna Be Startin' Somethin'(Usher, Mya, Whitney Houston)
- Heal The World (Monica, Deborah Cox, Rah Digga, Mya, Tamia)
- Midnight Train to Georgia (Gladys Knight)
- Bootylicious (Destiny's Child)
- A Brand New Day/You Can't Win/Ease On Down The Road (Monica, Al Jarreu, Jill Scoot)
- I Will Survive (Gloria Gaynor)
- Ben (Billy Gilman)
- Angel (Shaggy, Rayvon)
- It Wasn't Me (Shaggy, Rikrok)
- I Want Candy (Aaron Carter)
- I Just Can't Stop Loving You (James Ingram, Gloria Estefan)
- Get Your Freak on (Missy Elliot, Nelly Furtado)
- You Are Not Alone(Liza Minnelli)
- Over the Rainbow(Liza Minnelli)
- My Baby (Li'l Romeo, Master P)
- Love this Way Again (Dionne Warwick)
- Shes Out of My Life (Marc Anthony)
- Man In The Mirror (98 Degrees, Usher, Luther Vandross)
- Can You Feel It (Michael Jackson, The Jacksons)
- ABC/The Love You Save (Michael Jackson, The Jacksons)
- I'll Be There (Michael Jackson, The Jacksons)
- I Want You Back (Michael Jackson, The Jacksons)
- Dancing Machine (Michael Jackson, The Jacksons, N Sync)
- Shake Your Body (Down To The Ground) (Michael Jackson, The Jacksons)
- The Way You Make Me Feel (Michael Jackson)
- Black or White (Michael Jackson, Slash)
- Beat It (Michael Jackson, Slash)
- Billie Jean (Michael Jackson)
- You Rock My World (Michael Jackson, Usher, Chris Tucker)
- We Are The World (alla medverkande)